# 藤原宗兼
藤原 宗兼（ふじわら の むねかね、生没年不詳）は、平安時代後期の貴族・歌人。藤原北家、近江守・藤原隆宗の子。官位は従四位上・修理権大夫。

## 略歴
少納言や修理権大夫などを務めた。永治元年（1141年）に出家。『千載和歌集』に和歌作品が1首入集している 。

## 系譜
『尊卑分脈』による。
- 父：藤原隆宗
- 母：藤原義綱の女
- 妻：藤原有信の女
  - 男子：藤原宗長
  - 男子：覚長
- 生母不詳の子女
  - 男子：藤原宗賢
  - 男子：藤原宗親
  - 男子：応浄
  - 男子：朗覚
  - 男子：宗観
  - 男子：忠兼
  - 女子：池禅尼 - 平忠盛後室
  - 女子：高階泰重室

鎌倉時代の武士である牧宗親の父であるという説もある。